# Tillie's Punctured Romance
Tillie's Punctured Romance (Br: Carlitos - O inesquecível , O Casamento do Carlitos/ Pt: O Romance de Tillie) é um longa-metragem mudo de comédia  estadunidense de 1914, produzido e dirigido por Mack Sennett para os Estúdios Keystone, e protagonizado por Marie Dressler e Charles Chaplin. Foi roteirizado por Hampton Del Ruth. Possui 73 minutos.

## Elenco
Segue a lista do elenco:
- Marie Dressler .... Tillie Banks

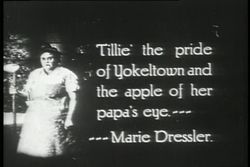
Descrição da personagem Tillie

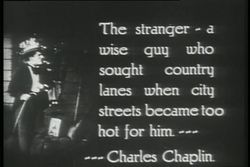
Descrição do personagem Charlie

- Mabel Normand .... Mabel, namorada de Charlie
- Charles Chaplin .... Charlie
- Mack Swain .... John Banks, pai de Tillie
- Chester Conklin .... Sr. Whoozis
- Phyllis Allen .... Carcereira
- Billie Bennett .... Garota
- Joe Bordeaux .... Policial
- Alice Davenport .... Convidada
- Minta Durfee .... Empregada
- Gordon Griffith .... Jornaleiro
- Alice Howell .... Convidada
- Edgar Kennedy .... Dono do restaurante
- Wallace MacDonald .... Policial
- Harry McCoy .... Pianista
- Milton Berle .... Criança
- Charles Murray .... Detetive
- Al St. John .... Policial